# Double Sided
Double Sided è un EP del gruppo musicale statunitense Twenty One Pilots, pubblicato in esclusiva per il Record Store Day il 16 aprile 2016.
Il vinile da 7", realizzato in omaggio alla Francia per il Disquaire Day limitatamente a 7 500 copie, contiene il medley di sei brani provenienti dai primi tre album dei Twenty One Pilots (The Pantaloon, Semi-Automatic, Forest, Screen, Ode to Sleep e Addict with a Pen) e Doubt, dal quarto album Blurryface, eseguiti dal vivo.

## Tracce
Testi e musiche di Tyler Joseph.
1. A Few Older Ones – 5:30
2. Doubt – 4:51

## Formazione
- Tyler Joseph – voce, tastiera
- Josh Dun – batteria, percussioni